# Grabian
Grabian är en ort och tidigare kommun i Albanien.   Den ligger i Fier prefektur i den centrala delen av landet, 50 km söder om huvudstaden Tirana.
Trakten runt Grabian består till största delen av jordbruksmark.  Runt Grabian är det ganska tätbefolkat, med 248 invånare per kvadratkilometer.